# Cloud 9 (film, 2014)
Cloud 9 är en amerikansk TV-film från 2014 producerad av Disney Channel, regisserad av Paul Hoen och med manus av Justin Ware, Don D. Scott och Katie Wech. Rollerna spelas av Luke Benward, Dove Cameron, Kiersey Clemons och Mike C. Manning. Filmen handlar om några ungdomar som deltar i en serie snowboardtävlingar. Filmen hade premiär 17 januari 2014 i USA och i Sverige den 11 april 2014.

## Skådespelare
- Luke Benward som Will Cloud
- Dove Cameron som Kayla Morgan
- Kiersey Clemons som Skye Sailor
- Mike C. Manning som Nick Swift
- Colton Tran som Mike Lam
- Dillon Lane som Burke Brighton
- Carlon Jeffery som Dink
- Andrew Caldwell som Sam
- Patrick Fabian som Richard Morgan
- Amy Farrington som Andrea Cloud
- Jeffrey Nordling som Sebastian Swift

## Svenska röster
- Albin Flinkas som Will Cloud
- Amelie Eiding som Kayla Morgan
- Oskar Karlsson som Nick Swift
- Anna Isbäck som Skye Sailor
- Cecilia Häll som Andrea Cloud
- Andreas Nilsson som Richard Morgan
- Fredrik Hiller som Sebastian Swift

## Premiärer
| Land / Region         | Kanal          | Premiär                         |
| --------------------- | -------------- | ------------------------------- |
| USA                   | Disney Channel | 17 januari 2014 (världspremiär) |
| Kanada                | Family Channel | 17 januari 2014 (världspremiär) |
| Israel                | Disney Channel | 20 februari 2014                |
| Irland Storbritannien | Disney Channel | 28 februari 2014                |
| Sverige               | Disney Channel | 11 april 2014                   |
| Spanien               | Disney Channel | 11 april 2014                   |
| Frankrike             | Disney Channel | april 2014                      |